# Исахая Юкинори
Исахая Юкинори (яп. 諫早 行孝, 20 марта 1736 — 1 сентября 1753) — самурай княжества Сага периода Эдо, 9-й глава рода Исахая.

## Биография
Родился 20 марта 1736 года в семье Исахаи Сигэюки, 8-го владетеля деревни Исахая, и младшей сестрой ямабуси Оэмбо. 4 декабря 1750 года его отец Сигэюки был обвинён в участии в заговоре с целью свержения даймё Набэсимы Мунэнори, после чего княжество конфисковало у семьи 10 000 коку, отправило отца в отставку и передало семейное главенство Юкинори.
Род Исахая уже подвергался конфискациям со стороны княжества Сага в 1611 и 1621 годах (у них изъяли 30% владений), поэтому многие вассалы отказались признать новую конфискацию 10 000 коку, а когда слухи дошли до жителей, они подняли восстание против изъятия земель. В мае 1751 года население подало жалобу напрямую сёгунату, но копия жалобы попала к властям Саги, и Юкинори приказали выдать четырёх зачинщиков. Узнав об этом, 14 000 крестьян собрались в Таре, готовясь идти в Сагу с протестом. Обеспокоенный ситуацией, двоюродный дед Юкинори, Набэсима Наомасу, отставной глава Сироиси, выступил посредником и предложил временную конфискацию (на 3 года) с последующим возвратом земель, и Юкинори с вассалами согласились, но крестьяне отвергли компромисс. Княжество направило в Исахаю для подавления бунта Таку Сигэтаку с 800 солдатами, который арестовал лидера восстания, конфуцианского учёного Вакасуги Сюнго, и силой усмирил крестьян, после чего конфискация 10 000 коку была проведена. В октябре были вынесли приговоры: Юкинори был помещён под домашний арест, старший вассал рода Исахая совершил харакири, Вакасуги Сюнго был казнён через распятие, а множество вассалов и крестьян погибло.
В августе 1753 года Юкинори отменили домашний арест, но он уже был прикован к постели болезнью и скончался 1 сентября 1753 года в возрасте 17 лет. Был похоронен в семейном храме Тэнъю-дзи в Исахае. В отличие от предыдущих глав рода, Юкинори не получил иероглифа «Сигэ» (茂) от своего даймё.